# 오시오촌 (미야기현)
오시오촌(大塩村)은 1955년까지 미야기현 모노군의 남부에 있던 촌이다. 현재의 히가시마쓰시마시에 해당한다.

## 역사
- 1889년 4월 1일 - 정촌제 시행에 수반해 오시오촌은 오쿠보촌, 시오이리촌, 기타촌, 스에촌, 히로부치촌과 합병해 후카야촌의 일부가 되었다.
- 1896년 4월 1일 - 후카야촌이 오시오촌, 기타촌, 스에촌, 히로부치촌의 5촌에 분립했기 때문에 새로운 오시오촌이 성립하였다.
- 1955년 4월 1일 - 야모토정, 아카이촌과 합병해, 새로운 야모토정이 되었다.

## 교통

### 철도
- 일본국유철도 센세키 선

## 참고문헌
- 『宮城県町村合併誌』（宮城県地方課、1958年）。